# موتو كيمورا
موتو كيمورا عالم أحياء ياباني اشتهر بتقديمة لنظرية التطور الجزيئي المحايدة في عام 1968. أصبح أحد أكثر علماء الوراثة النظريين نفوذاً. يتم تذكّره في علم الوراثة لاستخدامه المبكّر لمعادلات الانتشار لحساب احتمال تثبيت الأليلات المفيدة أو الضارّة أو المحايدة. قام بدمج علم الوراثيّات السكانيّة النظريّة مع بيانات التطوّر الجزيئي من أجل تطوير نظرية التطور الجزيئي المحايدة والتي يكون فيها الانجراف الوراثي هو القوّة الرئيسيّة التي تغيّر من تردّدات الأليل.
يعتبر جيمس ف. كرو –وهو عالم وراثي معروف- أن كيمورا يعدّ واحداً من أعظم علماء الوراثة التطوريّة، إلى جانب غوستاف ماليكوت، بعد الثلاثي الكبير المؤلّف من رونالد فيشر وجي. ب. هالدين وسيول رايت.

## حياته وعمله
ولد كيمورا في أوكازاكي، في آيتشي. وقد كان مهتمّاً بعلم النبات منذ سنّ مبكّرة، على الرغم من أنّه تميّز أيضاً في الرياضيّات (حيث قام بتدريس نفسه الهندسة والرياضيات خلال فترة نقاهة طويلة بسبب التسمم الغذائي). بعد الالتحاق بمدرسة ثانويّة انتقائيّة في ناغويا، ركّز كيمورا على التشكّل النباتي وعلم الخلايا. كان يعمل في مختبر (M. Kumazawa) على دراسة هيكليّة كروموزومات الزنابق. اكتشف مع كومازاوا كيفيّة ربط اهتماماته في علم النبات والرياضيّات: القياس الحيوي.
بسبب الحرب العالميّة الثانية، غادر كيمورا المدرسة الثانويّة مبكّراً لدخول جامعة كيوتو الإمبراطوريّة في عام 1944. بناءً على نصيحة عالم الوراثة البارز هيتوشي كيهارا، التحق كيمورا ببرنامج علم النبات بدلاً من الخلايا، لأن الخلايا تدرّس في كليّة العلوم، في حين كان يرغب بالدراسة في كليّة الزراعة، هذا سمح له بتجنّب الخدمة العسكريّة. انضمّ إلى مختبر كيهارا بعد الحرب، حيث درس إدخال الصبغيّات الأجنبيّة في النباتات وتعلّم أسس علم الوراثة. في عام 1949، انضمّ كيمورا إلى المعهد الوطني لعلم الوراثة في ميشيما، شيزوكا. في عام 1953، نشر أول ورقة بحثيّة لعلم الوراثيّات السكانيّة (والتي ستكون مؤثّرة للغاية في مستقبله المهني)، واصفاً نموذج «نقطة الانطلاق» للبنية السكانيّة التي يمكن أن تعالج أنماطاً أكثر تعقيداً من الهجرة مقارنةً بـ«نموذج الجزيرة» السابق لسيول رايت. بعد اجتماعه مع عالم الوراثة الأمريكي الزائر دنكان ماكدونالد (جزء من لجنة ضحايا القنبلة الذريّة)، رتّب كيمورا أموره لدخول كليّة الدراسات العليا في كليّة ولاية أيوا في صيف 1953 للدراسة مع ج. ل. لاش.
سرعان ما وجد كيمورا أن كليّة ولاية أيوا تقيّده للغاية، لذلك انتقل إلى جامعة ويسكونسن من أجل العمل على نماذج عشوائيّة مع جيمس ف. كرو والانضمام إلى مجتمع فكري قوي من علماء الوراثة، بما في ذلك نيوتون مورتون والأهم من ذلك، سيول رايت. عند وشك انتهاء دراسته العليا، قدّم كيمورا ورقة بحثيّة في ندوة كولد سبرينغ هاربور في عام 1955؛ على الرغم من أن القليل من الحاضرين كانوا قادرين على فهمه (سواء بسبب التعقيد الرياضي أو بسبب نطق كيمورا للغة الإنكليزيّة)، إلا أنّه تلقّى إشادة قويّة من رايت وبعدها من جي بي إس. هالدين.
تضمنّت إنجازاته في ويسكونسن نموذجاً عامّاً للانجراف الوراثي، والذي يمكن أن يستوعب العديد من الأليلات والانتقاء والهجرة والطفرات، بالإضافة إلى بعض الأعمال المستندة إلى نظريّة فيشر الأساسيّة في الانتقاء الطبيعي. لقد بنى أيضاً عمل رايت مع معادلة فوكر- بلانك من خلال تقديم معادلة كولموجوروف لعلم الوراثيّات السكانيّة، مما يسمح بحساب احتمال أن يصبح الجين ثابتاً في مجتمع ما. حصل كيمورا على الدكتوراه في عام 1956، قبل أن يعود إلى اليابان (حيث سيبقى لبقيّة حياته، في المعهد الوطني لعلم الوراثة).
عمل كيمورا على مجموعة واسعة من مشاكل علم الوراثيّات السكانيّة النظريّة، والعديد منها بالتعاون مع تاكيو ماروياما. قدّم نماذج «الأليلات اللانهائيّة» و«المواقع اللانهائيّة» و«الطفرة المتدرّجة» لدراسة الانجراف الوراثي، وكل ذلك سيستخدم على نطاق واسع مع نمو مجال التطوّر الجزيئي جنباً إلى جنب مع عدد الببتيد المتاح والمتواليات الجينيّة. كما ابتكر «نموذج السلّم» الذي يمكن تطبيقه على دراسات كهربائيّة تختلف فيها البروتينات المتماثلة حسب واحدات الشحن الكاملة. تمّ نشر بيان مبكرعن نهجه في عام 1960، في كتابه «مقدّمة في الوراثيّات السكانيّة». ساهم أيضاً في مقالة مراجعة مهمّة حول الجدل الدائر حول الحمل الجيني في عام 1961.
كان عام 1968 نقطة تحوّل في حياة كيمورا. في تلك السنة قدّم نظرية التطور الجزيئي المحايدة، فكرة أن الغالبيّة العظمى من التغيّر الوراثي على المستوى الجزيئي محايدة فيما يتعلّق بالانتقاء الطبيعي، مما يجعل الانجراف الوراثي عاملاً أساسيّاً في التطوّر. كان مجال البيولوجيا الجزيئيّة يتوسّع بسرعة، وكان هناك توتّر متزايد بين دعاة مجال الاختزال المتوسّع والعلماء في البيولوجيا العضويّة. كانت نظريّة كيمورا مثيرة للجدل على الفور، حيث تلقّت دعماً من العديد من علماء البيولوجيا الجزيئيّة واجتذبت معارضة من العديد من علماء الأحياء التطوريّة.
قضى كيمورا بقيّة حياته في تطوير نظريّته والدفاع عنها. على حدّ تعبير جيمس كرو، «اتضّح أن الكثير من أعمال كيمورا المبكّرة قد تمّ تكييفها مسبقاً لاستخدامها في الدراسة الكميّة للتطوّر المحايد». عدما أصبحت التقنيات التجريبيّة الجديدة والمعرفة الوراثيّة متوفّرة، وسع كيمورا نطاق النظريّة المحايدة وخلق أساليب رياضيّة لاختبارها مقابل الأدلّة المتاحة. أنتج كيمورا دراسة عن النظريّة المحايدة في عام 1983 (The Neutral Theory of Molecular Evolution) «نظرية التطور الجزيئي المحايدة»، وعمل أيضاً على تعزيز النظريّة من خلال كتابات مثل (My Views on Evolution) «آرائي حول التطوّر»، وهو أحد أكثر الكتب مبيعاً في اليابان.
على الرغم من صعوبة الاختبار مقارنةً بالفرضيّات البديلة المتمحورة حول الانتقاء، فقد أصبحت النظريّة المحايدة جزءاً من المقاربات الحديثة للتطوّر الجزيئي.
في عام 1992، تلقّى كيمورا وسام داروين من الجمعيّة الملكيّة، وفي العام التالي أصبح عضواً أجنبيّاً في الجمعيّة الملكيّة.
عانى كيمورا من الضعف التدريجي الناجم عن التصلّب الجانبي الضموري في وقت لاحق من حياته. بعد سقوط عرضي في منزله في شيزوكا باليابان، ضرب كيمورا رأسه وتوفّي في 13 تشرين الثاني 1994 بسبب نزيف في المخ. كان متزوّجاً من هيروكو كيمورا. كان لديهم طفل واحد وهو ابن يدعى أكيو، وحفيدة واحدة تدعى هاناكو.